# Anii 150
Secole: Secolul I - Secolul al II-lea - Secolul al III-lea
Decenii: Anii 100 Anii 110 Anii 120 Anii 130 Anii 140 - Anii 150 - Anii 160 Anii 170 Anii 180 Anii 190 Anii 200
Ani: 150 | 151 | 152 | 153 | 154 | 155 | 156 | 157 | 158 | 159